# 加尔西埃尔南德斯
加尔西埃尔南德斯，是西班牙卡斯蒂利亚-莱昂萨拉曼卡省的一个市镇。 总面积48平方公里，总人口611人（2001年），人口密度13人/平方公里。